# 夏庆丰
夏庆丰（1969年9月—），男，汉族，湖北通山人。1991年7月参加工作，1991年3月加入中国共产党。中国人民大学档案系档案学行政信息管理专业毕业，大学学历，公共管理硕士，高级经济师。曾任国务院国资委企业领导人员管理一局（董事会工作局）局长。

## 生平
1987年9月，在中国人民大学档案系档案学行政信息管理专业学习。1991年7月，任国家物资部人事劳动司任免处干部（其间：1991年10月至1992年10月，在湖南省湘潭市物资局挂职锻炼）。
1993年5月，进入中国有色金属材料总公司，任机电部业务员。1996年1月，任财务管理处干部。1998年3月，任经营财务部副经理。1999年12月，任财政管理处处长。
2000年8月，任北京京硕贸易有限责任公司财务部经理。2001年8月，任中国物流与采购联合会、博凯迪科技有限责任公司财务部经理。
2002年3月，任贵州省供销合作社联合社副主任、党组成员。2004年8月，任共青团贵州省委副书记、党组成员（其间：2003年至2005年，在中国农业大学公共管理硕士专业学习）。2006年10月，任中共黔南州委常委，同年11月兼任州人民政府常务副州长。2011年3月，任中共铜仁地委副书记、行署专员。2012年1月，任中共铜仁市委副书记、市人民政府市长（至2015年8月）。2013年，当选第十二届全国人民代表大会贵州地区代表。2015年5月，任中共铜仁市委书记。
2016年8月，不再担任中共铜仁市委书记，调国务院国资委任职。同年12月，任国务院国资委宣传工作局局长。此后曾任国务院国资委企业领导人员管理一局（董事会工作局）局长。
2023年4月16日，因涉嫌严重违纪违法，接受中央纪委国家监委驻国务院国资委纪检监察组和河北省监委纪律审查和监察调查。